# 甲府中央スマートインターチェンジ
甲府中央スマートインターチェンジ（こうふちゅうおうスマートインターチェンジ）は、山梨県甲府市大津町に建設予定の中央自動車道のインターチェンジ（スマートインターチェンジ）である。名称は仮称である。

## 概要
2034年（令和16年）に開業予定のリニア中央新幹線山梨県駅の近くに作られる予定で、同駅のアクセス道路の1つとして位置付けられている。隣接する甲府南ICから西へ約2.3 km、甲府昭和ICからは東に約5.3 kmの位置が建設予定地である。形態としては全車種が24時間利用できるフルインターチェンジ（東京・長野方面の両方から出入りできる形態）とすることが検討されている。
料金所から高速道路側は中日本高速道路が、一般道路側は山梨県が工事を行う予定である。

## 道路
- E20 中央自動車道

## 沿革
- 2014年（平成26年）7月25日 : 国土交通省より新規採択を受ける[3][4]。

## 隣
E20 中央自動車道
(14)甲府南IC - 甲府中央スマートIC（仮称・事業中） - (15)甲府昭和IC